# Вежен (гора)
Вежен (болг. Вежен) — вершина (2198 м над рівнем моря) в західних Балканських горах, розташована в західній Болгарії. Розташована у горах Тетевен . Її схили відзначають межу Царичинського заповідника. Навколо піку розташовані найбільші ліси румелійської сосни в Балканських горах.
Вершина розташована в гірській природній зоні. Зима сувора з дуже низькими температурами, сильними вітрами та заметілями. В останні зимові місяці і на початку весни сніжний покрив досягає товщини до 2 м. Завдяки глибокому снігу тут часто утворюються лавини та бере початок річка Белі Віт, виток річки Віт.

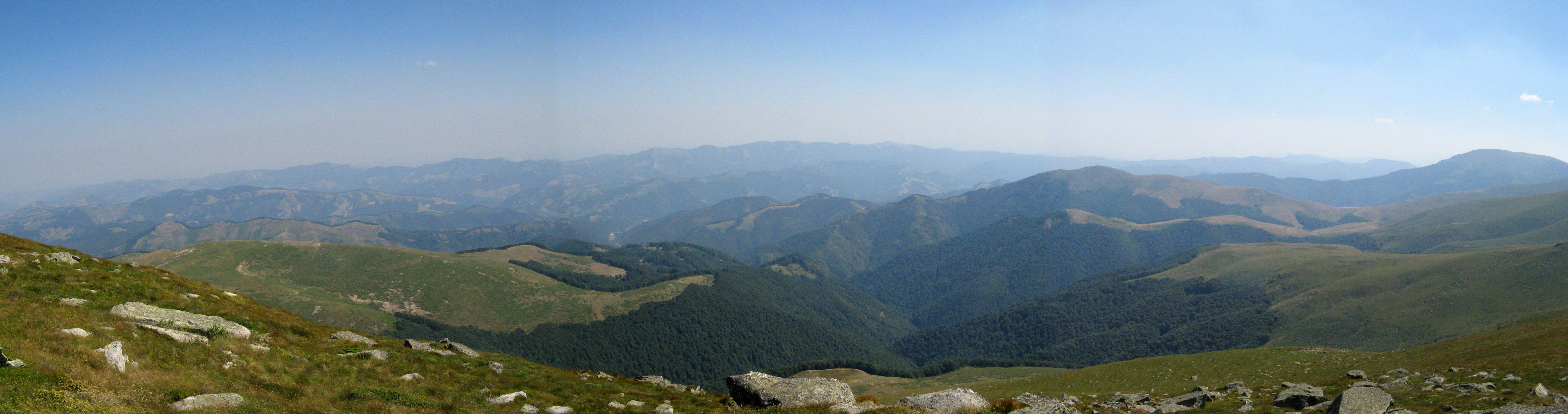
Панорама з вершини Вежен.